# Ton Strien
A.G.J. (Ton) Strien (Lopik, 23 maart 1958) is een Nederlandse ambtenaar, bestuurder en CDA-politicus.

## Biografie
Sinds zijn jeugd is Strien actief als vrijwilliger. Zijn politieke loopbaan begon hij bij de jongerenafdeling van het CDA, het CDJA. Strien werkte van 1980 tot 2002 als ambtenaar bij de gemeente Lopik. Van 1990 tot 2002 zat hij in de Provinciale Staten van provincie Utrecht, waarvan de laatste drie jaar als fractievoorzitter.
Van 2002 tot 2006 was Strien wethouder en locoburgemeester van Houten. Daarna was hij tot 1 september 2007 gemeenteraadslid van Houten; als zodanig was hij tevens fractievoorzitter. Van 1 september 2007 tot 1 september 2022 was hij burgemeester van Olst-Wijhe.
Strien is getrouwd en heeft twee kinderen.